# Citrato (Si)-sintasi
La citrato (Si)-sintasi (o semplicemente citrato sintasi) è un enzima, appartenente alla classe delle transferasi, che catalizza la condensazione dell'ossalacetato con acetil-CoA, ad ottenere citrato.
Tale reazione è la prima del ciclo di Krebs, processo chiave della respirazione cellulare.
Si tratta di un enzima pacemaker del ciclo di Krebs, in grado cioè di regolare la velocità di flusso dell'intero ciclo.
La reazione catalizzata dall'enzima è la seguente:
acetil-CoA + ossalacetato + acqua = citrato + CoA-SH
La citrato sintasi è localizzata nella matrice mitocondriale.
Essa è tuttavia codificata da un gene nucleare e non mitocondriale, sintetizzata sui ribosomi e trasportata sulla matrice. Tale enzima è solitamente quantificato per valutare quanti mitocondri intatti siano presenti nella cellula.

## Struttura e meccanismo d'azione

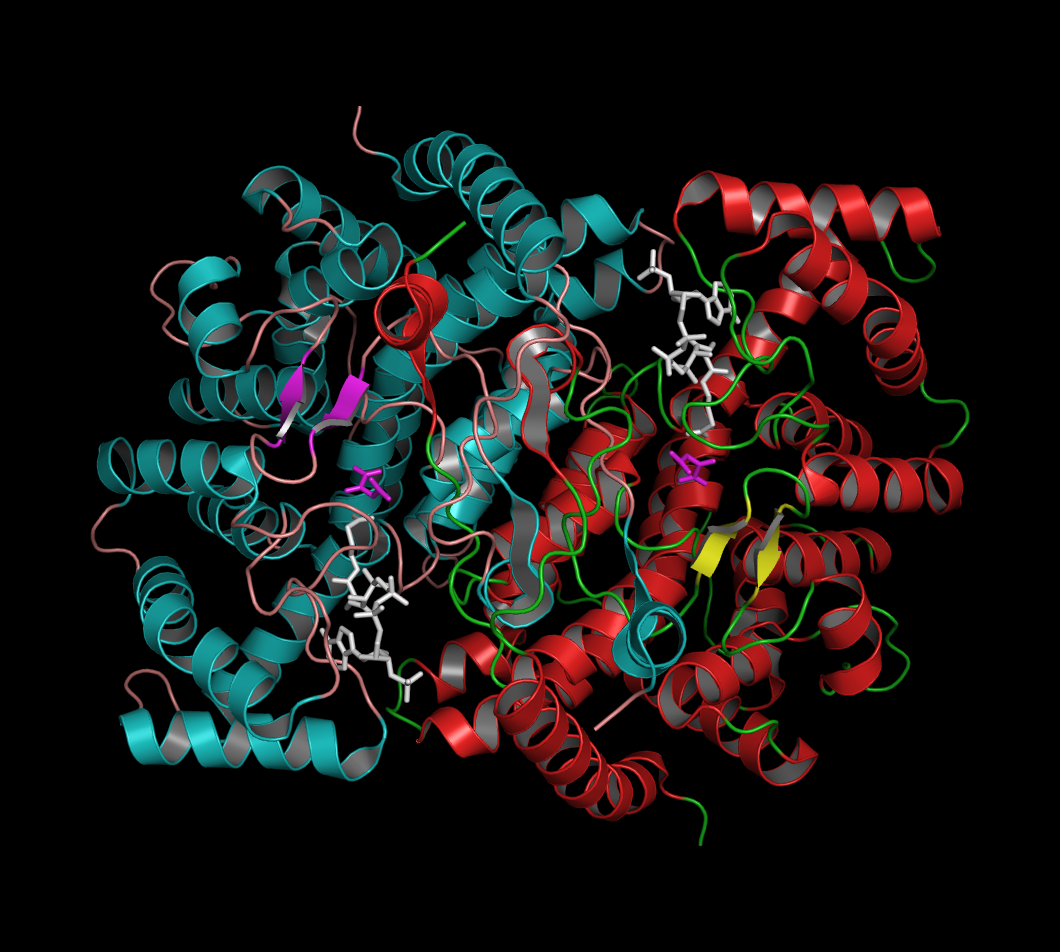
La struttura quaternaria della citrato sintasi. Ad ogni monomero sono legati una molecola di ossalacetato (magenta) ed una di un analogo dell'acetil-CoA (bianco).

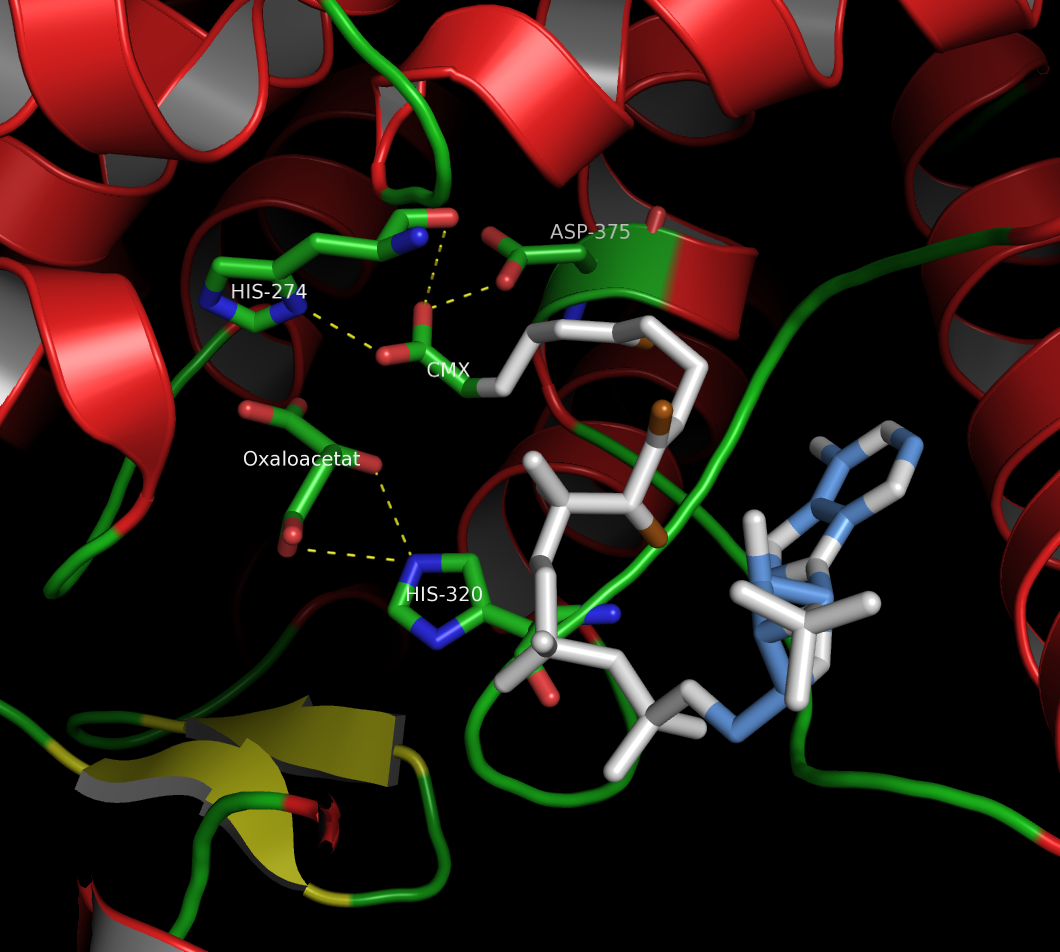
Centro catalitico dell'enzima.

La sua struttura quaternaria consta di due subunità, ad ognuna delle quali si legano i due substrati.
Nel sito catalitico (due per enzima) è presente un residuo di aspartato che, insieme ad un residuo di istidina, contribuisce a mantenere in sede la molecola di acetil-CoA attraverso interazioni ioniche. Tali residui contribuiscono ad attivare la molecola ad un intermedio enolico, rendendola affine per un centro carbonioso dell'ossalacetato. Una volta creato il legame, attraverso un meccanismo simile ad una condensazione di Claisen, si genera l'idrolisi del gruppo tioestere (CoA) attraverso una molecola di acqua. Si tratta di una reazione decisamente esoergonica (ΔGo > -30 kJ/mol), che rende questo step irreversibile (motivo per cui la reazione è in grado di regolare l'intero ciclo metabolico).
Le molecole di citrato prodotte dalla condensazione sono in grado di legare il sito di legame per l'ossalacetato, inibendo competitivamente l'attività dell'enzima. Nonostante il fatto che la reazione sia altamente esoergonica, dunque, la citrato sintasi può essere saldamente regolata. Questo aspetto ha una notevole importanza biologica, dal momento che permette una completa regolazione dell'intero ciclo di Krebs.